# Centralne Duszpasterstwo Akademickie św. Anny

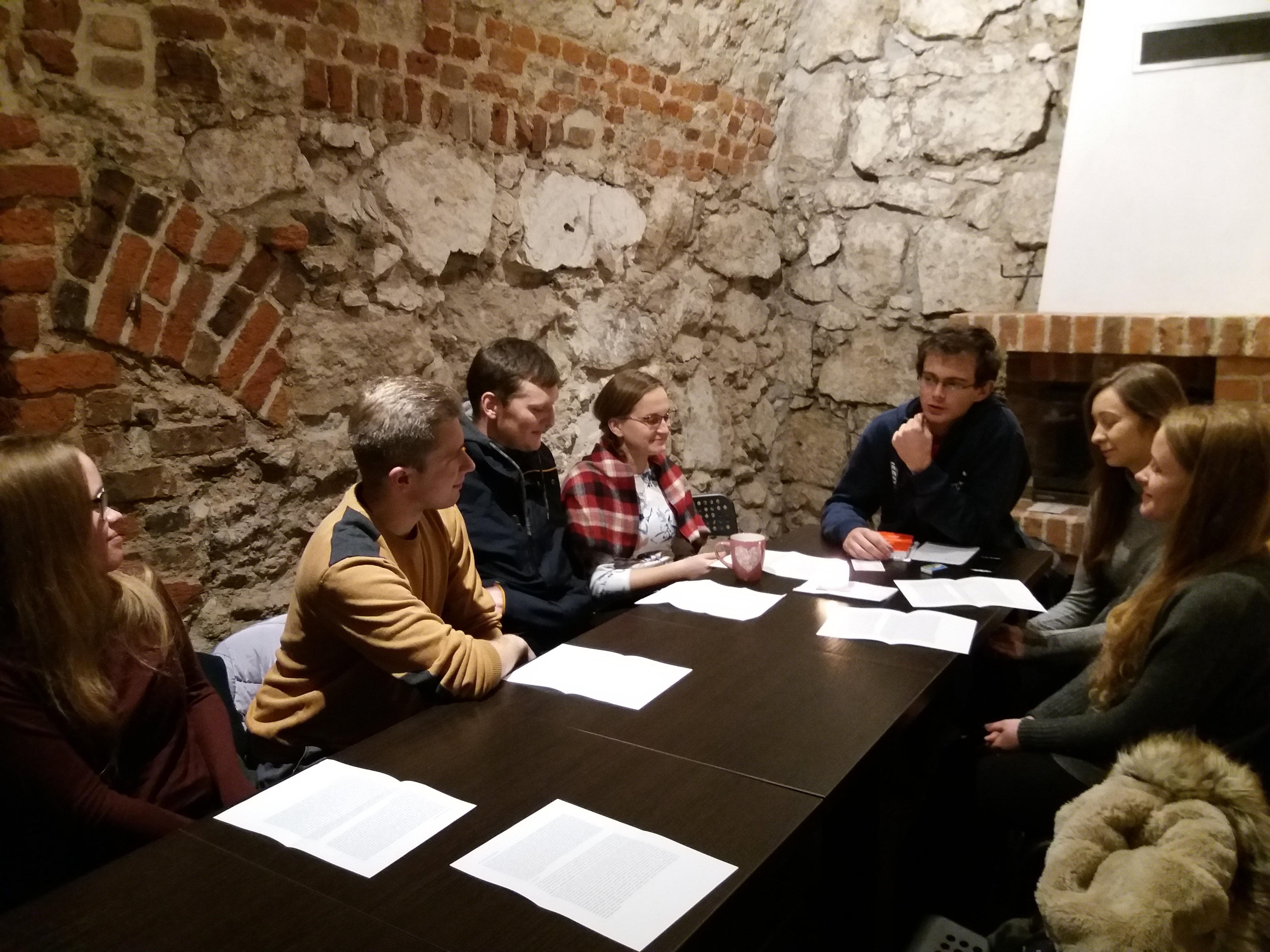
Spotkanie komórki Centralnego Duszpasterstwa Akademickiego św. Anny w Krakowie

Centralne Duszpasterstwo Akademickie św. Anny – krakowskie duszpasterstwo akademickie z siedzibą przy Uniwersyteckiej Kolegiacie św. Anny. Pełni rolę centralnego ośrodka koordynującego pracę wszystkich krakowskich duszpasterstw. Jest najstarszą tego typu wspólnotą w Polsce.

## Historia
Od samego początku powstania Uniwersytetu Jagiellońskiego w XIV wieku, młodzież akademicka była objęta opieką duszpasterską ze strony tak kapłanów kościoła, a od XVI w. kolegiaty św. Anny. Za pierwszych kapłanów akademickich należy uznać św. Jana Kantego i jego duchowego spadkobiercę, ks. Adama Opatowczyka, spoczywających w kolegiacie oraz Szymona Halicjusza. Prawdziwy rozkwit organizacji katolickich przypada na początek XX wieku, w okresie odrodzeniowym, w którym kładziono duży nacisk na katolickość i patriotyzm. Pojawiają się Sodalicje Mariańskie Akademików i Akademiczek, Caritas Academica, Stowarzyszenie Katolickiej Młodzieży Akademickiej „Odrodzenie” i nade wszystko koła Iuventus Christiana.
Arcybiskup Adam Stefan Sapieha, w liście z 21 września 1927 roku powołał pierwszego duszpasterza akademickiego w Krakowie, tym samym pierwszego kapelana studentów na ziemiach polskich, bowiem pierwszy duszpasterz w Warszawie został mianowany w 1928 r., we Lwowie w 1930 roku, zaś w Lublinie w 1934 roku. Decyzja była odpowiedzią na prośbę „przedstawicieli różnych zrzeszeń akademickich UJ”, przedstawioną księciu-metropolicie pod koniec roku akademickiego 1926-1927. Pierwszym duszpasterzem zostaje ks. Stanisław Sapiński, którego działalność nie ograniczała się tylko do pracy ściśle duszpasterskiej, bowiem duszpasterstwa studentów od początku współdziałały przy organizacji akcji charytatywnych i misyjnych. Współpracując także z wieloma katolickimi organizacjami młodzieżowymi dostrzegł potrzebę tworzenia burs dla studentów, widząc trudności młodych ludzi w znalezieniu mieszkań i ich problemy materialne. Od 1936 roku funkcję duszpasterza (głównego) przejmuje ks. Tadeusz Kurowski, dotychczasowy kapelan Sapiehy, a od 1933 roku także duszpasterz akademicki. Od razu organizuje pielgrzymkę studentów do Częstochowy w związku z ogólnopolskimi ślubowaniami akademików na Jasnej Górze 24 maja 1936 roku.

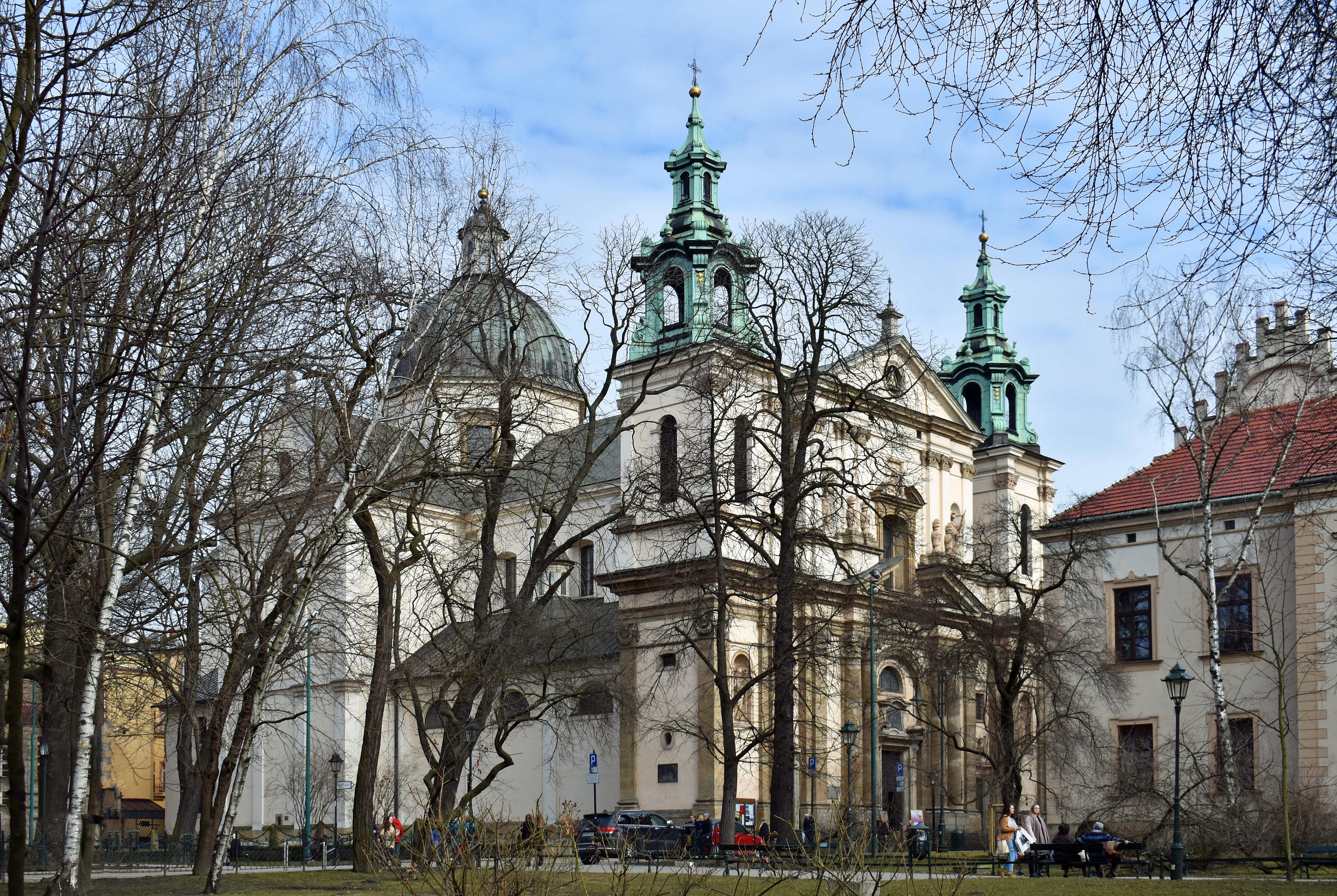
Kościół św. Anny w Krakowie

Okres wojny przerywa regularną działalność duszpasterstw i stowarzyszeń katolickich. W jej trakcie na tyfus brzuszny umiera pierwszy duszpasterz – ks. Sapiński, 15 grudnia 1941 roku, w szpitalu św. Łazarza. Po wojnie, w okresie kształtowania się władzy komunistycznej, podejmowano próby reaktywacji tych organizacji. Ks. Kurowski w maju 1945 roku zostaje mianowany proboszczem kościoła św. Floriana. Rozpoczyna się nowy okres w historii krakowskich duszpasterstw kształtowany przez dwa ośrodki, ściśle współpracujące z sobą – kolegiata św. Anny i kościół św. Floriana. W 1948 roku. kapelanem akademickim zostaje ks. Jan Pietraszko, właściwy twórca powojennego duszpasterstwa studentów w Krakowie. Wypracowuje własny styl duszpasterski, przekładając zasady doktryny na praktykę codziennego życia. Jego kazania przyciągają tłumy krakowskich studentów. Ks. Pietraszko po kilku latach pracy wśród studentów zostaje proboszczem kościoła św. Anny w 1957 roku. Od tego czasu jeszcze na większą skalę gromadzi w kolegiacie kapłanów – wybitnych kaznodziejów – ks. Adama Bonieckiego, ks. Mieczysława Malińskiego, ks. Kazimierza Sudera i ks. Józefa Tischnera. Niewątpliwie największym zainteresowaniem cieszyły się wielkopostne rekolekcje akademickie, którego punktem kulminacyjnym była msza św. pod przewodnictwem biskupa, często samego kard. Wojtyły. Kolejny duszpasterz ks. Adam Boniecki zapraszał z wykładami dla studentów osobowości tamtego czasu – ks. Tischnera, ks. Michała Hellera, ks. Stanisława Nagiego (późniejszego kardynała), Jerzego Turowicza, Wandę Półtawską, a więc grono skupione wokół kard. Karola Wojtyły. Cykle konwersatoryjne były nazywane „Rozmowami niedokończonymi”, polegały na prezentacji dorobku artystycznego studentów z pokazem slajdów i prezentacją filmów, zaś na podwórku parafii organizowano wystawy okolicznościowe m.in. „W obronie nienarodzonych”.

## Duszpasterze
1. Ks. Stanisław Sapiński (1889–1941), doktor filozofii, pierwszy kapelan studentów w latach 1927–1936;
2. Ks. Tadeusz Kurowski (1900–1969), kapelan arcybiskupa Sapiehy, od 1933 r. duszpasterz akademicki, w latach 1936–1945 główny duszpasterz studentów w Krakowie, od 1945 r. proboszcz parafii św. Floriana w Krakowie, sądzony w procesie kurii krakowskiej;
3. Ks. Józef Rozwadowski (1909–1996), duszpasterz w latach 1945–1948, późniejszy biskup łódzki;
4. Ks. Jan Pietraszko (1911–1988), duszpasterz w latach 1948–1957, późniejszy proboszcz (pełni równocześnie funkcję generalnego kapelana studentów w Krakowie) i biskup pomocniczy krakowski, sługa Boży Kościoła Katolickiego;
5. Ks. Wacław Świerzawski (ur. 1927), duszpasterz w latach 1957–1963, późniejszy biskup sandomierski (1992–2002);
6. Ks. Kazimierz Waliczek (ur. 1928), duszpasterz w latach 1963–1965, b. Oficjał Sądu Metropolitalnego w Krakowie;
7. Ks. Adam Boniecki (ur. 1934), marianin, duszpasterz w latach 1964–1972;
8. Ks. Andrzej Sapeta (ur. 1937), duszpasterz w latach 1972–1973, w kolejnym roku akademickim wraz z ks. Antonim Miłkowskim;
9. Ks. Antoni Miłkowski, kapelan akademicki w latach 1973–1974;
10. Ks. Franciszek Płonka (ur. 1941), duszpasterz 1974–1992, dziś kapłan diecezji bielsko-żywieckiej, egzorcysta;
11. Ks. Zdzisław Balon (ur. 1956), duszpasterz w latach 1992–1995;
12. Ks. Jacek Stryczek (ur. 1963), duszpasterz akademicki w latach 1995–1999, duszpasterz Ludzi Biznesu od 2007;
13. Ks. Piotr Iwanek (ur. 1963), duszpasterz w latach 1999–2009;
14. Ks. Jarosław Glonek (ur. 1977), duszpasterz w latach 2009–2011, prefekt Ogólnopolskiego Seminarium dla Starszych Kandydatów do Święceń w Krakowie;
15. Ks. Dariusz Talik (ur. 1977), duszpasterz w latach 2011–2020;
16. Ks. Krzysztof Porosło (ur. 1988), duszpasterz od 2020 r.[4], wykładowca Uniwersytetu Papieskiego Jana Pawła II, Dominikańskiego Studium Filozofii i Teologii w Krakowie oraz Studium Dominicanum w Warszawie[5].

## Grupy
- Komórki formacyjne: św. Franciszka z Asyżu, św. Joanny Beretty Moli, św. Józefa z Kupertynu, św. o. Pio
- Grupa św. Jana Pawła II
- ARCM (Akademicki Ruch Czystej Miłości)
- Schola Akademicka
- ASLO (Akademicka Służba Liturgiczna Ołtarza)
- Grupa Modlitewna
- Grupa Biblijna
- Grupa Doktorantów
- ChMIEL – grupa charytatywna
- The Upper Room – grupa anglojęzyczna
- redakcja czasopisma IGNIS